# Обмеження Керрієра

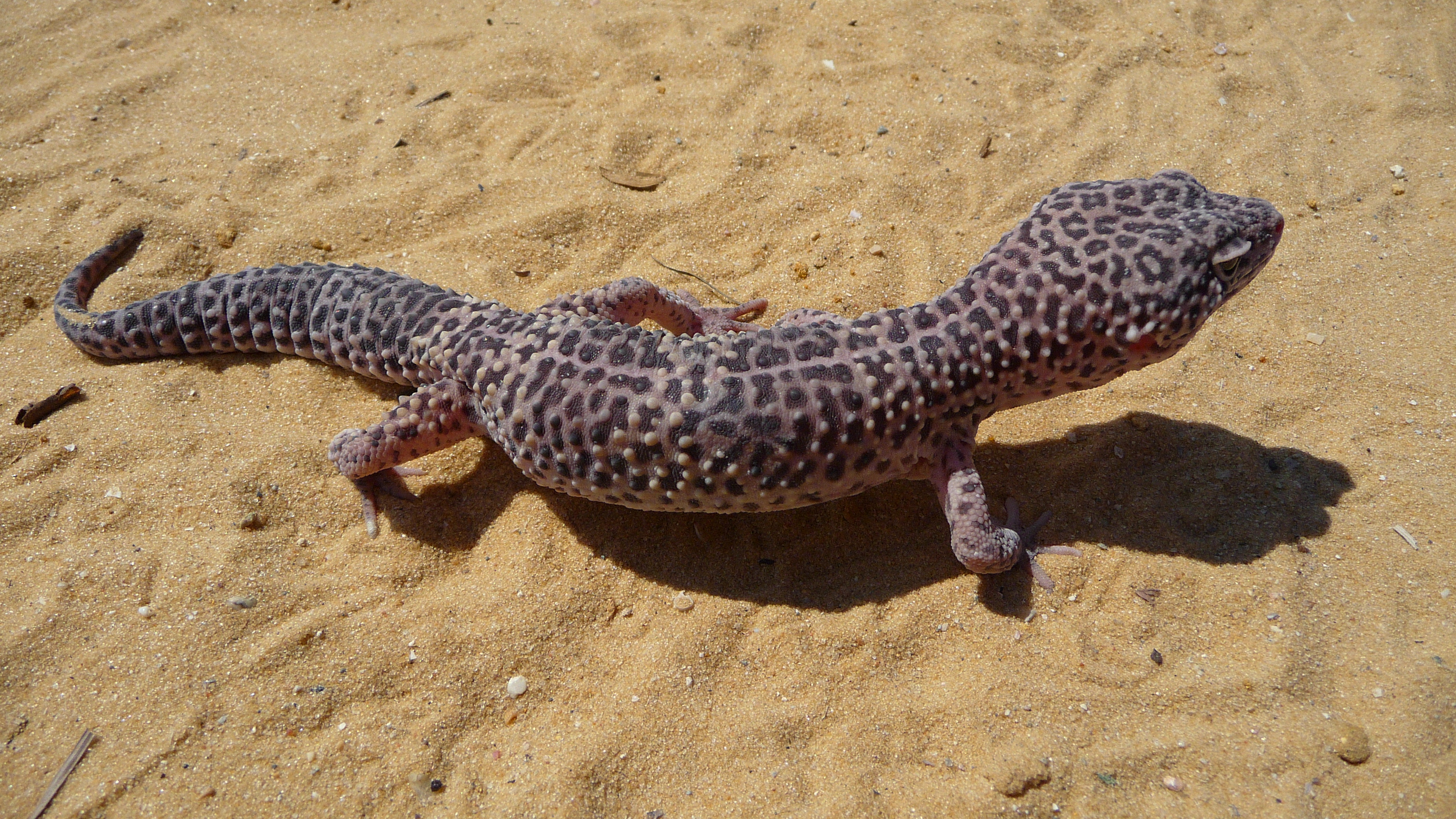

Обме́ження Ке́ррієра — закономірність, котра полягає в тому, що хребетним аеробам, які мають двоє легенів і вигинають тіло убік під час руху, дуже складно дихати й бігти одночасно. Це викликано тим, що одна з легень не має куди збільшуватися, тож організму не вистачає свіжого повітря. Явище було назване Річардом Ковеном на честь Девіда Керрієра, який дослідив цю проблему 1987 року.

## Наслідки
- Ящірки (крім варанів) рухаються з великими перервами, аби перевести дух.
- У пізньому тріасі тварин з цією особливістю було легко вполювати видам, які винайшли інший спосіб пересування.

## Як обійти обмеження Керрієра

### Частково
Змії переважно мають одну легеню. Невідомо, як вона працює під час пересування, але змії однозначно можуть нормально дихати і рухатися одночасно.
Крокодили зменшують амплітуду коливань під час руху на довгі дистанції, підіймаючи тіло якомога вище.

### Повністю
Птахи мають прямі кінцівки, а їхнє тіло до того ж не є гнучким, а тому додатково не обмежує легені.
Ссавці, окрім того, що мають прямі кінцівки, під час швидкого пересування вигинають тіло вертикально, що дозволяє обом легеням розширюватися та зменшуватися одночасно.

## Контраргументи
За деякими даними, навіть під час швидкого пересування кров ящірок збагачена киснем, що може свідчити про хибність висновків Керрієра.